# جزیره نورفک
جزایر نُورفُک یا جزایر نُورفُلک (به انگلیسی: Norfolk Island، ˈnɔ:(r)fək ˈaɪlənd) یکی از قلمروهای استرالیا که در اقیانوس آرام میان نیوزیلند و کالدونیای جدید قرار گرفته‌است. جزیره کوچک میان استرالیا و زلاند نو و در اقیانوس آرام است. جزو سرزمینهای خارجی دولت استرالیا محسوب می‌شود اما از خودمختاری برخوردار است.

## نگارخانه

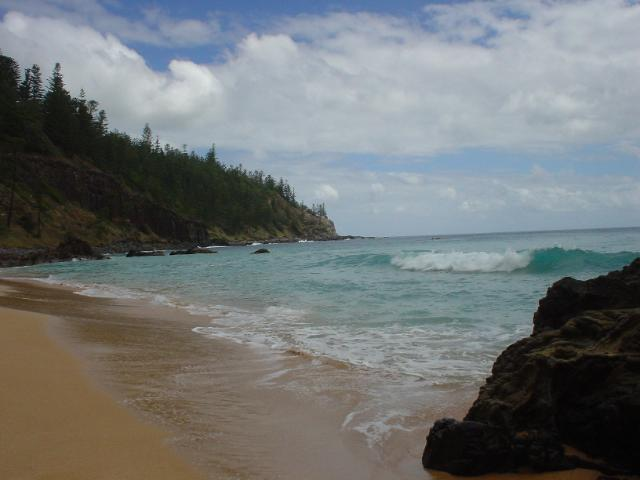
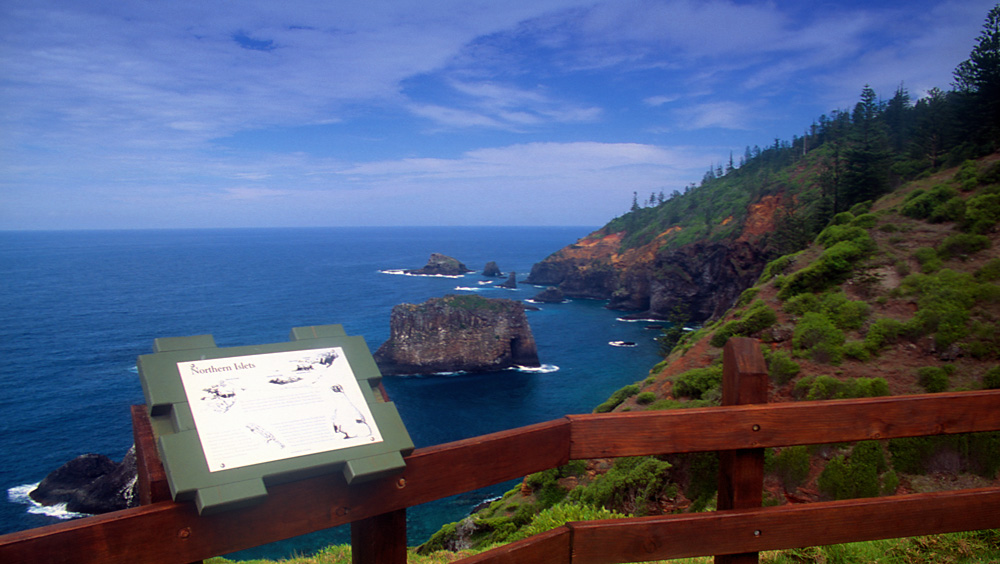